# Pimelea lanata
Pimelea lanata är en tibastväxtart som beskrevs av Robert Brown. Pimelea lanata ingår i släktet Pimelea och familjen tibastväxter. Inga underarter finns listade i Catalogue of Life.